# Kanotsport vid olympiska sommarspelen 1968
Kanotsport vid olympiska sommarspelen 1968 paddlades på Lake Xochimilco i Mexiko. 

## Medaljsummering
Herrar
| Event                      | Guld                                                      | Silver                                                                | Brons                                                          |
| C-1 1000 meter Detaljer... | Tibor Tatai Ungern                                        | Detlef Lewe Västtyskland                                              | Vitalj Galkov Sovjetunionen                                    |
| C-2 1000 meter Detaljer... | Rumänien Ivan Patzaichin Serghei Covaliov                 | Ungern Tamás Wichmann Gyula Petrikovics                               | Sovjetunionen Naum Prokupets Michail Zamotin                   |
| K-1 1000 meter Detaljer... | Mihály Hesz Ungern                                        | Aleksandr Sjaparenko Sovjetunionen                                    | Erik Hansen Danmark                                            |
| K-2 1000 meter Detaljer... | Sovjetunionen Aleksandr Sjaparenko Volodjmyr Morozov      | Ungern Csaba Giczi István Timár                                       | Österrike Gerhard Seibold Günther Pfaff                        |
| K-4 1000 meter Detaljer... | Norge Steinar Amundsen Tore Berger Egil Søby Jan Johansen | Rumänien Anton Calenic Haralambie Ivanov Dimitrie Ivanov Mihai Ţurcaş | Ungern Csaba Giczi Imre Szöllösi István Timár István Csizmadia |

Damer
| Event                     | Guld                                             | Silver                               | Brons                                             |
| K-1 500 meter Detaljer... | Ljudmila Pinajeva Sovjetunionen                  | Renate Breuer Västtyskland           | Viorica Dumitru Rumänien                          |
| K-2 500 meter Detaljer... | Västtyskland Annemarie Zimmermann Roswitha Esser | Ungern Anna Pfeffer Katalin Rozsnyói | Sovjetunionen Ljudmila Pinajeva Antonina Seredina |

## Medaljtabell
| Pl. | Nation        | Guld | Silver | Brons | Totalt |
| --- | ------------- | ---- | ------ | ----- | ------ |
| 1   | Ungern        | 2    | 3      | 1     | 6      |
| 2   | Sovjetunionen | 2    | 1      | 3     | 6      |
| 3   | Västtyskland  | 1    | 2      | 0     | 3      |
| 4   | Rumänien      | 1    | 1      | 1     | 3      |
| 5   | Norge         | 1    | 0      | 0     | 1      |
| 6   | Österrike     | 0    | 0      | 1     | 1      |
| 6   | Danmark       | 0    | 0      | 1     | 1      |